# Gekijō-ban Bleach: Jigoku-hen
Gekijō-ban Bleach: Jigoku-hen (劇場版BLEACH 地獄篇? lett. "Bleach versione cinematografica: saga dell'Inferno") è un film d'animazione del 2010 diretto da Noriyuki Abe.
Film anime sceneggiato da Masahiro Okubo e Natsuko Takahashi, basato sul manga Bleach di Tite Kubo e sull'omonima serie televisiva anime. Il film è uscito nelle sale giapponesi il 4 dicembre 2010.
Per promuovere il film, nella sigla iniziale e finale dell'anime dall'episodio 298 al 303 sono presenti degli spezzoni del film. Il film si colloca dopo la sconfitta di Sōsuke Aizen da parte di Ichigo.

## Trama
Il film si apre con lo scontro tra Ichigo Kurosaki, trasformato in Hollow, e Ulquiorra Schiffer che viene osservato in una fiamma da un'anima che risiede all'Inferno.
Ichigo, dopo aver sistemato alcuni teppisti per aver fatto cadere dei fiori rivolti ad un bambino morto, viene raggiunto da Rukia e Renji per avvertirlo che stanno indagando su qualcosa a Karakura, ma non vogliono coinvolgerlo per ordine di Byakuya Kuchiki. Arrivato a scuola insieme a Orihime Inoue e Chad, proprio davanti a loro alcune impalcature sembrano cedere e stanno per cadere su una studentessa, ma Chad si frappone e grazie alla sua forza riesce a salvarla. Convinto che non sia stato un semplice incidente, Ichigo ritorna insieme a Orihime, Chad e Uryū Ishida per esaminare il luogo. In quel momento si verifica un altro incidente all'interno della scuola in cui rimangono coinvolti Tastuki, Keigo e Mizuiro, e scoprono gli artefici: sono tre esseri avvolti in mantelli neri, con gli arti bianchi e con una maschera, i quali affermano di aver bisogno dell'aiuto di Ichigo per un particolare motivo. Intanto sopraggiunge Renji, il quale rivela a Ichigo che Rukia si è diretta a casa sua perché a percepito una reiatsu simile a quella degli sconosciuti e prende il suo posto permettendogli di andare ad aiutare l'amica e le due sorelline. Nello scontro, una delle frecce di Ishida riesce a distruggere la maschera di uno degli aggressori e proprio in quel momento appare la Porta dell'Inferno dalla quale esce una grossa lama che traffigge l'uomo. A causa della situazione i suoi compagni si ritirano. Intanto, alla Clinica Kurosaki, Ichigo arriva appena in tempo per aiutare Rukia nel suo scontro e, inorridito, vede che uno dei due individui tiene prigioniere Karin e Yuzu. Proprio mentre sta per tornarsene all'Inferno tramite un portale, l'individuo viene colpito alle spalle da un uomo che riesce a salvare Karin, ma purtroppo non riesce a fare la stessa cosa con Yuzu, che viene rapita e portata all'Inferno, mentre Chad, sopraggiunto insieme a Renji e Ishida, viene ferito per proteggere Rukia. Il capo degli individui, Shuren, rivela ad Ichigo che hanno bisogno del suo potere e che gli restituiranno la sorella solo se li aiuterà. All'interno della clinica, l'uomo che li ha aiutati si rivela come Kokuto, un Peccatore Infernale, ovvero un'anima che è stata mandata all'Inferno, luogo in cui vengono mandati coloro che, durante la vita, hanno commesso atti atroci per essere mandati alla Soul Society, e che vengono continuamente torturati per i loro peccati. Kokuto si offre di aiutarli a recuperare Yuzu, nonostante sia un peccatore, anche se li avverte che non agisce per buone intenzioni; tuttavia Rukia e Renji rimangono sospettosi nei suoi confronti.
Mentre Orihime resta per curare Chad, Ichigo, Rukia, Ishida e Renji, scortati da Kokuto, entrano nella prima parte dell'Inferno, costituita da rettangoli cubici divisi da vie blu, e qui fanno subito la conoscenza dei Guardiani, i Kushanada, che hanno il compito di tormentare in eterno i peccatori. Durante lo scontro con uno di questi, la maschera Hollow di Ichigo compare, facendogli sconfiggere il Guardiano. Ichigo la ritira subito, dato che teme di trasformarsi di nuovo in Hollow, ma non riesce a capire come sia apparsa da sola. Kokuto, allora, rivela che il miasma dell'Inferno è in grado di risvegliare poteri dormienti all'interno delle persone, ma è altamente tossico per gli esseri umani, e quindi devono sbrigarsi per salvare Yuzu. Arrivati alla seconda parte, un immenso oceano sul quale sembrano esserci le tombe dei Guardiani, Ichigo e i suoi compagni affrontano i subordinati di Shuren: Taikon, Gunjo e Garogai (l'altro che è stato rimandato all'Inferno non è presente perché ci sarebbe voluto più tempo perché si fosse rigenerato), resi più forti senza i loro mantelli. Ichigo, però, decide di trovare al più presto Yuzu e, accompagnato da Kokuto, si dirige alla prossima tappa, mentre Ishida sconfigge Taikon, Renji Garogai e Rukia Gunjo. Superata una zona vulcanica con lava gialla, i due giungono ad un deserto fatto dalle ossa polverizzate dei peccatori dove trovano Yuzu dentro una gabbia appesa ad un simulacro dalla forma di scheletro con davanti un calderone di lava. Lì trovano Shuren ad accoglierli, il quale chiede ad Ichigo di usare il suo potere per abbattere la Porta dell'Inferno e così tornare a essere libero. Al rifiuto del ragazzo, dal calderone resuscitano Taikon, Gunjo e Garogai. A causa della minoranza numerica i due subiscono parecchi danni, ma riescono a sconfiggere Garogai, mentre Kokuto si sacrifica portando con sé nel calderone Taikon e Gunjo. A questo punto Ichigo lotta contro Shuren, ma riesce a sconfiggerlo solo grazie all'intervento della maschera. Mentre sta per prendere sua sorella, Ichigo viene colpito a tradimento da Kokuto, rigeneratosi in tempo: egli rivela di essere il vero mandante di Shuren, Taikon, Gunjo e Garogai, ma che aveva soltanto sparso la voce all'Inferno dopo aver visto il suo potere durante il combattimento contro Ulquiorra. Shuren e gli altri credevano che abbattendo la Porta sarebbero stati liberi, ma in realtà bisogna distruggere le catene infernali, simbolo dei peccatori e loro legame all'Inferno; il vero motivo era quello di farla pagare alle leggi divine perché, anche se aveva ucciso gli assassini della sua sorellina, aveva provato gusto nel farlo. Kokuto si sbarazza di Rukia, Ishida e Renji, poi rivela ad Ichigo che Yuzu ha una catena infernale al petto, segno che ormai ha ceduto al miasma dell'Inferno ed è legata ad esso. Fuori di sé dalla rabbia, Ichigo riassume la sua forma Hollow e salva Yuzu, ma comincia a bersagliare con vari Cero Kokuto, che li schiva facendosi distruggere le catene; tuttavia, l'energia prodotta è talmente potente che risale per tutto l'Inferno e distrugge la Porta, esponendo la Terra al miasma infernale e minacciando un congiungimento tra i due mondi con conseguente fine per il genere umano. Proprio mentre sta per distruggere le ultime catene di Kokuto, Ichigo viene fermato da Renji che gli taglia un corno della maschera e tramite un Kido lo riporta sulla Terra insieme a Yuzu. Una volta a Karakura, Ichigo viene rimproverato dal generale Yamamoto per aver causato la situazione attuale a causa del suo comportamento avventato e gli proibisce di ritornare all'Inferno. Ichigo, tuttavia, dopo aver visto la catena infernale di Yuzu sparire, si convince che non è ancora tutto perduto e decide di andare a salvare Rukia, Ishida e Renji. Arrivato al portale, a sbarrare la strada a Ichigo si presentano prima gli Shinigami che cercano di impedire al miasma di uscire, e poi un Kushanada, sconfitto da Byakuya per permettere al ragazzo di passare.
Tornato all'Inferno, Ichigo rincontra Kokuto che fa la guardia a Ishida e Renji, ormai quasi completamente debilitati, mentre Rukia ha già una catena infernale. I due si battono ma Ichigo non riesce a tenere testa a Kokuto, e questi gli intima di ritrasformarsi in Hollow se vuole batterlo. Ichigo, a causa del miasma infernale, sta di nuovo per ritrasformarsi in Hollow, e inoltre stanno arrivando tutti i Guardiani dell'Inferno, resisi conto che la sola presenza dello Shinigami è un pericolo per l'Inferno. Tuttavia, Ichigo decide di non volersi trasformare in un mostro e così si stacca un corno e ritorna umano. Proprio mentre un Kushanada lo sta schiacciando con una mano, Ichigo assorbe la reiatsu del Guardiano dell'Inferno uscendone con un'armatura dorata, e grazie ad un Getsuga Tensho molto più potente del normale incatena completamente Kokuto all'Inferno, salva Rukia, Ishida e Renji e ristabilisce le catene infernali dell'Inferno, ma proprio quando ritorna normale i Kushanada si avventano su di loro, in quanto non riconoscono più il ragazzo come un Guardiano Infernale. Fortunatamente i tre riescono a fuggire appena in tempo e vengono accolti da Orihime, Chad e dagli Shinigami, mentre la Porta dell'Inferno si restaura per poi scomparire.